# Australian Christian Channel
Australian Christian Channel (ACC) is een Australische televisiezender met een religieuze inslag.
ACC heeft een strategische vennootschap met Shine TV uit Nieuw-Zeeland om een uitzendservice te beginnen in Australië die voor een programmering zorgt voor beide landen.
De Australian Christian Channel is een non-profitorganisatie. Elke gift gaat naar nieuwe programma`s en om service te leveren aan de kijkers.